# Araneus boneti
Araneus boneti là một loài nhện trong họ Araneidae.
Loài này thuộc chi Araneus. Araneus boneti được Herbert Walter Levi miêu tả năm 1991.